# 아므르 샤바나
아므르 샤바나(Amr Shabana, 카이로, 1979년 7월 20일~)는 이집트 출신의 프로 스쿼시 선수이다. 그는 2003, 2005, 2007년 월드 오픈에서 우승하였고, 2006년 세계랭킹 1위를 기록하였다.

## 경력
아므르 샤바나는 1993년 1월 브리티시 오픈 14세 미만 부문에서 준우승하면서(상대는 이집트의 아흐메드 파이지) 그의 장래성을 처음 세상에 보여 주었다. 4년 후인 1997년 브리티시 오픈 19세 미만 부문에서도 결승에 진출했고, 이 때에도 역시 파이지에게 패해 준우승을 하였다.
1995년부터 프로 스쿼시 연맹(PSA) 회원이었던 아므르는, 1999년 7월 멕시코에서 열린 푸에블라 오픈(Puebla Open)에서 오스트레일리아의 크레이그 롤랜드를 꺾고 우승하며 그의 첫 번째 투어 타이틀을 거머쥐었다. 그는 7일 후 멕시코 오픈에서 같은 선수를 결승전에서 만나 다시 한 번 승리를 거두며 두 번째 타이틀을 획득했다.
2003년 파키스탄 오픈에서 9번 시드로 출전한 그는 당시 최강자들을 연파하며 우승하여 파란을 일으켰다. 3회전에서 전년도 우승자였던 3번 시드의 데이비드 팔머를 5세트 접전 끝에 꺾었다. 그 다음 경기에서는 팔머의 오스트레일리아 동료 선수인 앤서니 리켓츠를 상대로 승리를 거두었다. 준결승에서 당시 이집트의 랭킹 1위였던 카림 다르위시를 4세트만에 꺾은 그는, 결승에서 프랑스의 티에리 랭쿠를 15–14, 9–15, 15–11, 15–7로 꺾으며 우승 트로피를 거머쥐었다. 이로써 그는 이 대회에서 우승한 최초의 이집트 선수가 되었다.
이듬해인 2004년 그는 부진한 성적을 보였다. 이해 그는 브리티시 오픈에서만 유일하게 결승 진출에 성공하였고 결승전에서 데이비드 팔머에게 패하였다. 그러나 2005년 그는 이내 이전의 경기력을 회복했다. 이 해에 그는 짧은 기간 동안 코치로 아흐메드 타히르(Ahmed Tahir), 매니저로 오마르 엘보로로시(Omar Elborolossy)를 영입하였으며, 나드즐라(Nadjla)와 결혼했다. 이에 대해 샤바나는 이렇게 언급했다. “이제 저는 제 경기만 걱정하면 됩니다. 다른 모든 사람들이 저를 돌봐주니까요.” 이러한 변화의 효과는 뚜렷했다. 그는 그가 태어난 도시인 카이로에서 열린 헬리오폴리스 오픈(Heliopolis Open)에서 우승했으며, 일주일 후에는 미국 세인트루이스 오픈(St Louis Open)에 7번 시드로 출전하여 강자인 데이비드 팔머와 제임스 윌스트롭을 꺾고 결승에서는 앤서니 리켓츠를 누르며 우승컵을 따냈다.
컨디션이 최고조에 달한 그는 다음 대회인 부다페스트의 헝가리안 오픈에서 경쟁자들을 상대로 낙승을 거두며 결승에 진출, 프랑스의 그레고리 고티에를 상대로 승리를 거두며 이 해 세 번째 타이틀을 따냈다. 홍콩에서 열린 월드 오픈에 5번 시드로 출전한 그는 8강에서 4번 시드의 리 비칠(Lee Beachill), 준결승에서 피터 니콜, 결승에서 데이비드 팔머를 모두 3세트만에 꺾으면서 두 번째 월드 오픈 우승컵을 획득했다.
2006년에도 그는 계속 호조를 보이며 1월 캐내디언 클래식, 3월 챔피언 토너먼트, 4월 버뮤다 PSA 마스터스에서 우승, 통산 PSA 투어 타이틀을 12개까지 늘렸다. 그리고 2006년 4월 그는 이집트 선수로는 최초로 세계 랭킹 1위에 올랐다.
2007년 그는 월드 오픈에서 통산 세 번째 타이틀을 획득했으며, 2009년에 네 번째 타이틀을 획득했다. 그는 33개월 간 세계 랭킹 1위를 유지했으며 이후 같은 이집트 선수인 카림 다르위시에게 자리를 내주었다.

## PSA 투어 타이틀
| 연도   | 챔피언십                                          | 결승전 상대      | 결승전 점수                          |
| 1999년 | Pubela Open                                       | Craig Rowland    | 11-15, 15-7, 15-7, 15-9              |
| 1999년 | Mexico Open                                       | Craig Rowland    | 8-15, 15-7, 15-4, 15-13              |
| 2001년 | El Ahly Open                                      | Karim Darwish    | 15-12, 15-12, 17-15                  |
| 2003년 | Spanish-Seville Open                              | Karim Darwish    | 15-13, 13-15, 15-14, 8-15, 15-13     |
| 2003년 | Bank AlFalah World Open                           | Thierry Lincou   | 15-11, 11-15, 15-8, 15-14            |
| 2005년 | Rotary Helioplis Open                             | Karim Darwish    | 11-10(2-0), 2-0 ret.                 |
| 2005년 | St.Louis MPM Open                                 | Anthony Ricketts | 11-10(2-0), 11-8, 11-7               |
| 2005년 | Hungarian Open                                    | Grégory Gaultier | 6-11, 11-2, 11-7, 8-11, 11-5         |
| 2005년 | Cathay Pacific Credit Suisse Privilege World Open | David Palmer     | 11-6, 11-7, 11-8                     |
| 2006년 | Pace Canadian Classic Open                        | Jonathan Power   | 11-9, 11-8, 11-5                     |
| 2006년 | Bear Stearns Tournament of Champions Open         | Nick Matthew     | 11-6, 11-9, 11-4                     |
| 2006년 | Virtual Spectator Bermude Masters Open            | Peter Nicol      | 9-11, 11-6, 11-7, 2-11, 11-8         |
| 2006년 | Cathay Pacific Swiss Privilege Hong Kong Open     | Ramy Ashour      | 11-10(3-1), 3-11, 11-5, 11-10(3-1)   |
| 2006년 | Saudi International Open                          | Grégory Gaultier | 11-7, 11-9, 11-4                     |
| 2007년 | Infor Windy City Open                             | Anthony Ricketts | 11-8, 11-8, 11-10(5-3)               |
| 2007년 | Bear Stearns Tournament of Champions Open         | Anthony Ricketts | 7-11, 11-3, 8-4 ret.                 |
| 2007년 | Saudi International Open                          | Ramy Ashour      | 11-5, 11-5, 1-11, 11-9               |
| 2007년 | Qatar Classic                                     | Grégory Gaultier | 11-4, 8-11, 11-6, 11-5               |
| 2007년 | Hong Kong Open                                    | Grégory Gaultier | 10-11 (1-3), 11-3, 11-6, 11-10 (3-1) |
| 2007년 | Endurance World Open                              | Grégory Gaultier | 11-7, 11-4, 11-6                     |

## PSA 투어 결승전 진출 (준우승)
| 연도   | 챔피언십                    | 결승전 상대      | 결승전 점수                        |
| 1998년 | Mega Italia Open            | John White       |                                    |
| 2003년 | Pakistan Circuit No.2 Open  | Karim Darwish    | 12-15, 7-15, 2-6 ret.              |
| 2004년 | Harris British Open         | David Palmer     | 11-10(6-4), 7-11, 10-11(1-3), 7-11 |
| 2005년 | SSA Global Windy City Open  | John White       | 7-11, 8-11, 4-11                   |
| 2005년 | EBS Dayton Open             | Peter Nicol      | 6-11, 10-11(1-3), 2-11             |
| 2006년 | US Open                     | Grégory Gaultier | 5-11, 11-7, 4-11, 9-11             |
| 2007년 | Sheikha Al Saad Kuwait Open | Ramy Ashour      | 3-11, 5-11, 10-12                  |

## 같이 보기
- 스쿼시 선수 목록

## 참조
1. ↑  “QATAR CLASSIC 2008” (PDF). qatarsquash.com. 2016년 3월 4일에 원본 문서 (PDF)에서 보존된 문서. 2013년 8월 9일에 확인함. All I have to worry about now is playing my matches – everything else is looked after for me now